# ترينا
ترينا؛ (بالإنجليزية:Trina)، مغنية راب أمريكية من مواليد ولاية فلوريدا في 3 ديسمبر 1978 بدأت نشاطها الفني عام 1998.

## روابط خارجية
- ترينا على موقع IMDb (الإنجليزية)
- ترينا على موقع ميوزك برينز (الإنجليزية)
- ترينا على موقع إن إن دي بي (الإنجليزية)
- ترينا على موقع أول ميوزيك (الإنجليزية)
- ترينا على موقع ديسكوغز (الإنجليزية)
- ترينا على موقع ديسكوغز (الإنجليزية)
- ترينا على موقع قاعدة بيانات الفيلم (الإنجليزية)